# Линкей (сын Эгипта)
Линкей (др.-греч. Λυγκεύς) — персонаж древнегреческой мифологии, единственный из пятидесяти братьев-Эгиптиадов, которого пощадила во время первой брачной ночи жена-Данаида. Царь Аргоса, предок Персея и Геракла. 

## В мифологии
Линкей был одним из пятидесяти сыновей царя Аравии Эгипта и происходил по отцу от Посейдона и Зевса. Его мать звали Аргифия. Эгипт враждовал со своим братом Данаем и предложил ему в знак примирения брачный союз: пятьдесят Эгиптиадов должны были жениться на пятидесяти Данаидах. Однако Данай узнал из прорицания, что ему суждено погибнуть от руки зятя или племянника, а потому предпочёл бежать вместе с дочерьми на 50-вёсельном корабле. Эгипт направил сыновей в погоню. Те настигли дядю в Аргосе, где он до их прибытия успел стать царём.
Эгиптиады потребовали от Даная организовать их свадьбу с Данаидами, а втайне хотели убить и дядю, и его дочерей в первую же брачную ночь. Получив отказ, они осадили Аргос, и защитникам в конце концов пришлось сдаться, поскольку в городских колодцах не оказалось воды. Данай организовал брачные пары; в большинстве случаев он просто бросал жребий, а иногда руководствовался сходством имён гипотетических жениха и невесты или сходством общественных статусов их матерей. Невестой Линкея стала Гипермнестра. «Не веря дружеским заверениям и одновременно затаив злобу в сердце, ибо он не забыл своего бегства», Данай решил расправиться с племянниками. Во время свадебного пира он раздал дочерям кинжалы или острые булавки, которые те спрятали в причёсках; в полночь, когда пары разошлись по своим покоям, Данаиды убили своих женихов. Линкей стал единственным исключением: Гипермнестра пощадила его и помогла бежать из Аргоса или потому, что он сохранил ей девственность, или потому, что она полюбила жениха. Линкей смог бежать в селение Лиркея и там зажёг факел, который стал условным знаком для Гипермнестры. 
После смерти Даная Линкей стал царём Аргоса. По одной из версий мифа, он узнал о гибели дяди и тестя от своего сына Абанта, которому по такому случаю подарил щит, снятый со стены храма Геры Аргосской. Впоследствии, по данным Псевдо-Гигина, Линкей был убит собственным правнуком Мегапенфом, которому за это отомстил Абант. Линкея похоронили в Аргосе рядом с женой.
Через Абанта Линкей стал предком многих знаменитых героев, в том числе Персея и Геракла.

## Память
С легендой о щите, который Линкей подарил Абанту, в исторические времена связывали возникновение в Аргосе священных игр (Герей или Гекатомбей), проходивших раз в пять лет; победители этих игр получали в качестве награды вместо венка щит. В память о бегстве Линкея в Лиркею аргивяне каждый год отмечали праздник факелов. Ещё во II веке н. э. путникам показывали могилу Линкея, а в Дельфах на деньги аргивян была установлена его статуя.
Миф об Эгиптиадах и Данаидах стал литературной основой для трагедии Эсхила «Египтяне», эпической поэмы «Данаиды», трагедий Фриниха («Египтяне» и «Данаиды»), Тимесифея («Данаиды»), комедий Аристофана. Аристотель упоминает трагедию «Линкей», в которой, по его словам, «одного ведут на смерть, другой, Данай, идёт за ним, чтобы убить его. Но вследствие перемены обстоятельств пришлось погибнуть последнему, а первый спасся».